# Busiljá
Busiljá är en ort i Mexiko.   Den ligger i kommunen Ocosingo och delstaten Chiapas, i den sydöstra delen av landet, 900 km öster om huvudstaden Mexico City. Busiljá ligger 151 meter över havet och antalet invånare är 972.
Terrängen runt Busiljá är kuperad åt sydväst, men åt nordost är den platt. Busiljá ligger nere i en dal. Runt Busiljá är det glesbefolkat, med 16 invånare per kvadratkilometer. Närmaste större samhälle är El Sibal, 16,4 km sydväst om Busiljá. I omgivningarna runt Busiljá växer i huvudsak städsegrön lövskog.